# Авіло-Федорівка
Авіло-Федорівка (рос. Авило-Фёдоровка) — хутір у Матвієво-Курганському районі Ростовській області, біля кордону з Україною. Входить до складу Алексєєвського сільського поселення.

## Географія
Знаходиться поблизу державного кордону з Україною на річці Кринка.

### Вулиці
- вул. Миру,
- вул. Перемоги,
- вул. Річкова,
- вул. Садова,
- вул. Свободи,
- вул. Чеховська.